# 1997 CG6
1997 CG6 är en asteroid i huvudbältet som upptäcktes den 2 februari 1997 av Beijing Schmidt CCD Asteroid Program vid Xinglong-observatoriet.
Asteroiden har en diameter på ungefär 4 kilometer.